# Chimney Bay
De Chimney Bay is een 16,5 km lange zeearm in de Canadese provincie Newfoundland en Labrador. De baai ligt in het uiterste noorden van het eiland Newfoundland.

## Geografie
De Chimney Bay ligt aan de oostkust van het Great Northern Peninsula, het noordelijke schiereiland van Newfoundland. Het betreft een lange, smalle zeearm die in noordelijke richting landinwaarts gaat. De baai is 16,5 km lang en, op het meest noordelijke gedeelte na, vrijwel nergens meer dan 2 km breed. Ze geeft in het zuiden uit in de Canada Bay.
Daar waar ze uitgeeft in de Canada Bay ligt langs de westzijde een rotsachtig heuvelland dat onder meer bestaat uit de Cloud Hills en de Stans Hill.

### Noordelijke gedeelte
In het noorden is de baai aanzienlijk breder en telt ze twee centraal gelegen eilanden, namelijk Drummond Island (12 ha) en Fane Island (3,5 ha). Het dorp Roddickton is gevestigd aan de oostoever van dat gedeelte van de baai, waarlangs ook provinciale route 433 loopt. De rivier Beaver Brook mondt in het noorden in de baai uit.
Het noordelijke gedeelte van de Chimney Bay heeft een erg onregelmatige kustlijn. Zo bevindt zich aan de noordoever ervan een ruim 2,5 km lang schiereiland dat de baai aldaar onderverdeeld in de Beaver Arm en de Northeast Arm. In het westen ligt de naar het zuidwesten toe lopende Castor Cove. Een amper 50 meter brede opening geeft daar het begin aan van de Northwest Arm, een zeer smalle zijarm van de Chimney Bay die in noordwestelijke richting landinwaarts gaat. Inclusief de Long Arm, het verlengde van deze zijarm, betreft het een zeearm die ruim 7,5 km lang is, maar vrijwel nergens een breedte van meer dan 500 meter heeft.

## Stroming
De amper 50 meter brede doorgang tussen de Northwest Arm en de Castor Cove, die enkel bij hoogtij door schepen kan betreden worden, kent een zeer sterke stroming. De lange zeearm die Northwest Arm–Long Arm vertegenwoordigt, compliceert bij de getijdewisseling de scheepvaart in het noorden van de Chimney Bay. Wanneer de Chimney Bay langs het zuiden bij vloed wordt aangevuld door water vanuit de Atlantische Oceaan, is de stroming van eb vanuit de Northwest Arm immers nog steeds de Chimney Bay langs de andere kant aan het aanvullen.